# Cebrenninus laevis
Cebrenninus laevis is een spinnensoort in de taxonomische indeling van de krabspinnen (Thomisidae).
Het dier behoort tot het geslacht Cebrenninus. De wetenschappelijke naam van de soort werd voor het eerst geldig gepubliceerd in 1890 door Tord Tamerlan Teodor Thorell.